# Argonautidae
Los argonáutidos (Argonautidae) son una familia de moluscos cefalópodos del orden octópodos que tienen vida pelágica. En la actualidad solo se reconoce un género vivo, Argonauta.

## Géneros
Se reconocen las siguientes según WoRMS:
- Argonauta Linnaeus, 1758
- Izumonauta Kobayashi, 1954 †
- Kapal †
- Mizuhobaris Noda et al., 1986 †
- Obinautilus Kobayashi, 1954 †